# Campionat Sud-americà de futbol de 1963
El Campionat sud-americà de futbol de 1963 es disputà a Bolívia entre el 10 i el 31 de març de 1963.

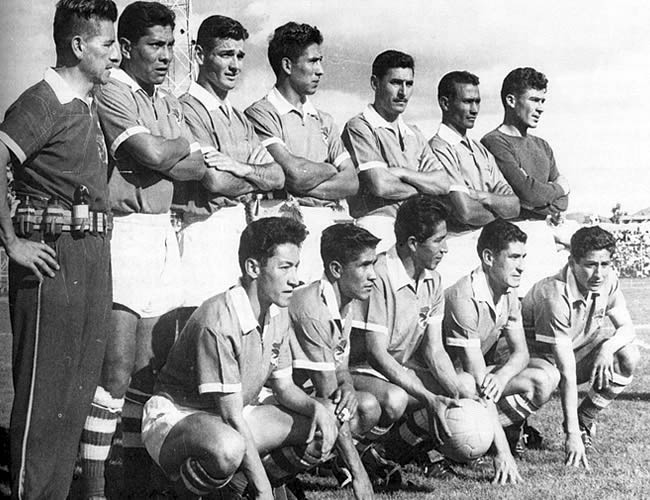
Equip de Bolívia vencedor del campionat.

Fou guanyat per Bolívia, mentre que el Paraguai restà en segona posició.
Xile no fou convidat a causa del conflicte del riu Lauca amb Bolívia. Uruguai hi renuncià en protesta per la designació de la seu. Veneçuela no hi entrà.

## Estadis
| La Paz                 | Cochabamba             |
| ---------------------- | ---------------------- |
| Estadio Hernando Siles | Estadio Félix Capriles |
| Capacitat: 51.000      | Capacitat: 36.000      |
|                        |                        |

## Ronda final
| Equip     | PJ | PG | PE | PP | GF | GC | DG | Pts |
| --------- | -- | -- | -- | -- | -- | -- | -- | --- |
| Bolívia   | 6  | 5  | 1  | 0  | 19 | 13 | +6 | 11  |
| Paraguai  | 6  | 4  | 1  | 1  | 13 | 7  | +6 | 9   |
| Argentina | 6  | 3  | 1  | 2  | 15 | 10 | +5 | 7   |
| Brasil    | 6  | 2  | 1  | 3  | 12 | 13 | −1 | 5   |
| Perú      | 6  | 2  | 1  | 3  | 8  | 11 | −3 | 5   |
| Equador   | 6  | 1  | 2  | 3  | 14 | 18 | −4 | 4   |
| Colòmbia  | 6  | 0  | 1  | 5  | 10 | 19 | −9 | 1   |

| Bolívia                                              | 4–4 | Equador                                     |
| ---------------------------------------------------- | --- | ------------------------------------------- |
| López 16' · Castillo 27' · Alcócer 55' · Camacho 80' |     | Raffo 30' · Raymondi 44', 50' · Bolaños 47' |

| Argentina                                      | 4–2 | Colòmbia                 |
| ---------------------------------------------- | --- | ------------------------ |
| Zárate 3', 90' · Fernández 11' · Rodríguez 87' |     | Campillo 4' · Aceros 37' |

| Brasil     | 1–0 | Perú |
| ---------- | --- | ---- |
| Flávio 16' |     |      |

| Perú                       | 2–1 | Argentina  |
| -------------------------- | --- | ---------- |
| Tenemás 62' · Gallardo 76' |     | Zárate 57' |

| Paraguai                                | 3–1 | Equador   |
| --------------------------------------- | --- | --------- |
| Zárate 11' · Cabrera 57' · Quiñónez 82' |     | Raffo 32' |

| Brasil                                                                  | 5–1 | Colòmbia   |
| ----------------------------------------------------------------------- | --- | ---------- |
| Flávio 7' · Marco Antônio 31' · Oswaldo 56' · Flávio 82' · Fernando 83' |     | Gamboa 85' |

| Bolívia          | 2–1 | Colòmbia  |
| ---------------- | --- | --------- |
| Alcócer 22', 40' |     | Botero 4' |

| Perú                    | 2–1 | Equador   |
| ----------------------- | --- | --------- |
| León 34' · Mosquera 43' |     | Raffo 20' |

| Paraguai               | 2–0 | Brasil |
| ---------------------- | --- | ------ |
| Zárate 17' · Ayala 83' |     |        |

| Paraguai                                        | 3–2 | Colòmbia                  |
| ----------------------------------------------- | --- | ------------------------- |
| Eladio Zárate 10' · Arambulo 50' · Martinez 89' |     | Campillo 27' · Gamboa 82' |

| Argentina                           | 4–2 | Equador                   |
| ----------------------------------- | --- | ------------------------- |
| Savoy 34', 53', 90' · Rodríguez 58' |     | Pineda 32' · Palacios 49' |

| Bolívia                                | 3–2 | Perú                    |
| -------------------------------------- | --- | ----------------------- |
| Camacho 14' · Alcócer 49' · García 57' |     | Gallardo 40' · León 80' |

| Perú         | 1–1 | Colòmbia     |
| ------------ | --- | ------------ |
| Gallardo 25' |     | González 33' |

| Argentina                             | 3–0 | Brasil |
| ------------------------------------- | --- | ------ |
| Rodríguez 3' · Savoy 33' · Juárez 86' |     |        |

| Bolívia                   | 2–0 | Paraguai |
| ------------------------- | --- | -------- |
| Castillo 17' · García 88' |     |          |

| Brasil          | 2–2 | Equador              |
| --------------- | --- | -------------------- |
| Oswaldo 5', 60' |     | Azón 84' · Raffo 90' |

| Paraguai                                    | 4–1 | Perú         |
| ------------------------------------------- | --- | ------------ |
| Martínez 5', 25' · Cabrera 45' · Zárate 77' |     | Gallardo 70' |

| Bolívia                                 | 3–2 | Argentina          |
| --------------------------------------- | --- | ------------------ |
| Castillo 12' · Blacut 32' · Camacho 88' |     | Rodríguez 27', 34' |

| Equador                                     | 4–3 | Colòmbia                               |
| ------------------------------------------- | --- | -------------------------------------- |
| Raymondi 30' · Raffo 37', 88' · Bolaños 53' |     | Aceros 46' · Botero 68' · González 75' |

| Argentina   | 1–1 | Paraguai    |
| ----------- | --- | ----------- |
| Lallana 58' |     | Cabrera 33' |

| Bolívia                                                  | 5–4 | Brasil                                          |
| -------------------------------------------------------- | --- | ----------------------------------------------- |
| Ugarte 15', 58' · Camacho 25' · García 62' · Alcócer 86' |     | Marco Antônio 26' · Almir 28' · Flávio 63', 66' |

## Resultat
| Campionat Sud-americà 1963 |
| -------------------------- |
| Bolívia                    |
| Bolívia Primer títol       |

## Golejadors
6 gols
- Carlos Alberto Raffo

5 gols
- Mario Rodríguez
- Máximo Alcócer
- Flávio Minuano

4 gols
- Raúl Savoy
- Wilfredo Camacho
- Eladio Zárate
- Alberto Gallardo

3 gols
- Roberto Héctor Zárate
- Ausberto García
- Fortunato Castillo
- Oswaldo Taurisano
- Enrique Raymondi
- Cecilio Martinez
- César Cabrera

2 gols
- Víctor Ugarte
- Marco Antônio
- Alonso Botero
- Carlos Campillo
- Delio Gamboa
- Herman Aceros
- Jorge Bolaños
- Pedro Pablo León

1 gol
- Ernesto Humberto Juárez
- Jorge Hugo Fernández
- Juan Carlos Lallana
- Ramiro Blacut
- Renán López
- Almir Da Silva
- Fernando Consul
- Francisco González
- Héctor González
- Carlos Pineda
- Leonardo Palacios
- Néstor Azón
- Félix Arambulo
- Oppe Quiñónez
- Pelayo Ayala
- Enrique Tenemás
- Nemesio Mosquera